# Società Sportiva Lazio Nuoto 2008-2009
Questa voce raccoglie le informazioni riguardanti la Società Sportiva Lazio Nuoto nelle competizioni ufficiali della stagione 2008-2009.

## Mercato

### Sessione estiva
| Arrivi | Arrivi             | Arrivi            | Arrivi     |
| R.     | Nome               | da                | Modalità   |
| ------ | ------------------ | ----------------- | ---------- |
| P      | Fabio Violetti     | Posillipo         | definitivo |
| A      | Antonio Vittorioso | Bissolati Cremona | definitivo |
| CB     | Valerio Spiezio    | Roma Vis Nova     | definitivo |
| P      | Simone Valeri      | Roma Vis Nova     | definitivo |
| D      | Claudio Innocenzi  | Roma Vis Nova     | definitivo |
| A      | Alessandro Faiella | Roma Vis Nova     | definitivo |
| A      | Luca Di Rocco      | Roma Vis Nova     | definitivo |
| A      | Simone Pappacena   | Roma Vis Nova     | definitivo |
| A      | Thomas Edward Hale | ?                 | definitivo |
| CB     | Dreason Barry      | Imperia           | definitivo |

## Rosa
| N° |                   | Ruolo | Giocatore             |
| -- | ----------------- | ----- | --------------------- |
|    | Italia (bandiera) | P     | Fabio Violetti        |
|    | Italia (bandiera) | P     | Marco Manzetti        |
|    | Italia (bandiera) | P     | Simone Valeri         |
|    | Italia (bandiera) | D     | Andrea Tafuro         |
|    | Italia (bandiera) | D     | Claudio Sebastianutti |
|    | Italia (bandiera) | D     | Claudio Innocenzi     |
|    | Italia (bandiera) | CV    | Francesco Ceccarini   |
|    | Italia (bandiera) | CV    | Andrea Bernacchia     |
|    | Italia (bandiera) | CV    | Federico Colosimo     |

| N° |                        | Ruolo | Giocatore          |
| -- | ---------------------- | ----- | ------------------ |
|    | Italia (bandiera)      | CV    | Andrea Marongiu    |
|    | Italia (bandiera)      | A     | Luca Di Rocco      |
|    | Italia (bandiera)      | A     | Alessandro Faiella |
|    | Italia (bandiera)      | A     | Simone Pappacena   |
|    | Italia (bandiera)      | A     | Diego Latini       |
|    | Stati Uniti (bandiera) | A     | Thomas edward Hale |
|    | Italia (bandiera)      | A     | Antonio Vittorioso |
|    | Stati Uniti (bandiera) | CB    | Dreason Barry      |
|    | Italia (bandiera)      | CB    | Valerio Spiezio    |